# زمین‌کن‌ماهیان
زمین‌کن‌ماهیان (Platycephalidae) خانواده‌ای از ماهیان دریازی هستند.
گونه‌های این خانواده به طور طبیعی در سراسر آب‌های اقیانوس‌های هند و آرام یافت می‌شوند و برخی گونه‌ها هم که از راه کانال سوئز به دریای سرخ و مدیترانه کوچیده‌اند در مدیترانه شرقی دیده شده‌اند.
زمین‌کن‌ماهی‌ها از ماهیان کفزی هستند و به این خاطر روغن کمتری در بدن آن‌ها وجود دارد. ماهیان لُجه‌زی یا پلاژیک که در سطوح بالاتر آب زندگی می‌کنند در حدود ۳۰ درصد روغن ماهی دارند در حالی که این میزان در ماهی‌های کفزی، صفر تا چهار درصد است.
زمین‌کن‌ماهیان گوشتخوار هستند و از ماهی‌های دیگر و سخت‌پوستان تغذیه می‌کنند.